# Saules meita
Saules meita (lett. Saules meita „Sonnentochter“; lit. Saules dukrytė oder Saulytė) ist in der baltischen Mythologie die Tochter der Sonnengöttin Saule. Sowohl bei den Letten wie bei den Litauern können mehrere Sonnentöchter auftreten.

## Wesen

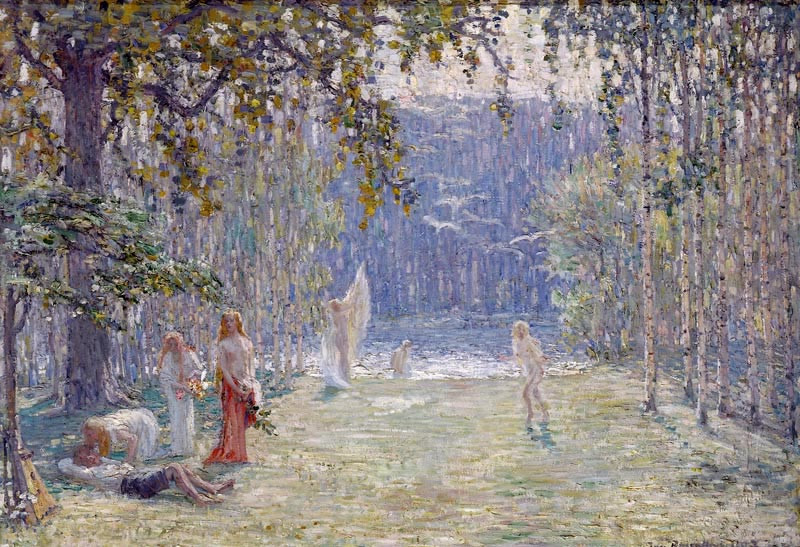
Saules meitas von Janis Rozentāls, um 1912

Das Bild der Sonnentochter bzw. der Sonnentöchter ist nicht besonders ausgeprägt. Die litauische Saulytė war mit den Dievo sūneliai verlobt, wurde aber vom Mondgott Mėnulis entführt. Auch das Verhältnis zwischen den lettischen Sonnentöchtern und den Dieva dēli weist erotische Züge auf.

## Indoeuropäische Bezüge
In der vedischen Religion ist Sūryā die Tochter des Sonnengottes Sūrya, spielt aber in der Mythologie keine besondere Rolle und hat auch keinen Kult. Auch in der nordischen Mythologie wird eine Sonnentochter (aisl. Sólar dóttir) genannt, aber nur im Zusammenhang mit der Neuen Welt nach dem Weltuntergang, als Erbin ihrer Mutter. Dennoch wird vermutet, dass in der indoeuropäischen Religion, das Konzept einer Sonnentochter verbreitet war.

## Rezeption
In Andrejs Pumpurs’ Heldenepos Lāčplēsis tauchen die Saules meitas kurz im 4. Gesang auf: „Saules dārzos Saules meitas / Zeltābolus audzina. […] Dievu dēli, Saules meitas, / Viņu dzīvē iemaisās, – / Sargā tos no ļauniem gariem, / Vada viņu likteni.“ (In der Sonne Gärten ziehen / Sonnentöchter gold’ne Äpfel […] Göttersöhne, Sonnentöchter / Mischen in ihr [= der am Rande der Welt Wohnenden] Leben ein sich – / Schützen sie vor bösen Geistern, / Lenken die Geschicke ihnen.)
1894 erschien Aspazijas bereits einige Jahre zuvor verfasste „Phantasie in sechs Bildern“ bzw. 1577 Versen Saules meita (Die Sonnentochter).